# 현서 (가수)
현서(2000년 2월 29일 ~ )는 대한민국의 가수다.

## 방송
- TV조선 대학가요제 (2024) - 9위

## 음반
- 쏭데렐라 프로젝트 Vol. 1 (2020)
- 너에게 닿기를 (2022)
- Message (2023)
- 사랑에 빠져있어 (2024)